# Aiglsdorf
Aiglsdorf ist ein Gemeindeteil des Marktes Nandlstadt im Landkreis Freising in Oberbayern.

## Geographie
Das Kirchdorf liegt inmitten der Hallertau, etwa 25 Kilometer nordöstlich der Kreisstadt Freising. In dem Dorf leben 82 Einwohner (Stand: 2012). Seit dem 1. Januar 1972 ist Aiglsdorf ein Gemeindeteil des Marktes Nandlstadt.

## Geschichte
Der lokaler Überlieferung nach stammt Sturmius (nach 700–779), erster Abt und 744 Gründer des Klosters Fulda, aus einer Aiglsdorfer Grundherrenfamilie. Gleiches gilt wohl für seinen Neffen Abt Eigil von Fulda (750–822), wie es der Ortsname deutlich macht. In Attenkirchen, dem Pfarrdorf von Aiglsdorf, und in der Umgegend hatte das Benediktinerkloster Fulda schon in den ältesten Zeiten Besitz. Sturmis Familie gehörte der bayerischen Oberschicht an und stand der Familie des Bayernherzogs Tassilo III. nahe.
Die katholische Filialkirche St. Jakob der Ältere ist ein neugotischer Saalbau mit eingezogenem Polygonalchor, Westturm und angefügter Sakristei aus den Jahren 1875/80. Sie ist denkmalgeschützt (Akten-Nr. D-1-78-144-24).
1818 erfolgte mit dem Gemeindeedikt die Gründung der Landgemeinde Figlsdorf. Zu ihr gehörten neben dem Hauptort und Aiglsdorf auch Brudersdorf, Höllbauer, Holzen, Kitzberg, Kleinwolfersdorf, Meilendorf (früher Mailendorf), Riedglas, Riedhof, Wadensdorf (früher: Watterstorf) und Weihersdorf. Mit der Gemeindegebietsreform wurde die Gemeinde Figlsdorf und mit ihr Aiglsdorf am 1. Januar 1972 ein Gemeindeteil des Marktes Nandlstadt.